# Kata Tjuta

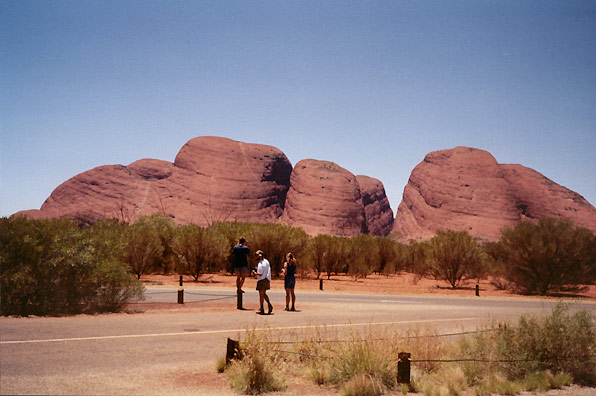
Kata Tjuṯa

Kata Tjuta, conosciuto anche come Monte Olga (Mount Olga) o Monti Olgas (e colloquialmente come The Olgas), è una grande formazione rocciosa situata nel Parco nazionale Uluru-Kata Tjuta, 465 chilometri a sudovest di Alice Springs, nel Territorio del Nord, in Australia. Il Kata Tjuta si estende per oltre 21 chilometri quadrati e rappresenta uno dei siti più turistici dell'Australia, insieme al vicino monolito Uluru/Ayers Rock, che si trova a 25 chilometri di distanza.
La formazione rocciosa comprende 36 "cupole" (oggi ridottesi a 28) costituite di un misto di tre distinti materiali: granito, basalto e scisto. Il monte più alto è quello che dà il nome a tutto il gruppo: Mount Olga, alto 545 metri (quasi 200 in più di Uluru).

## Il nome
Kata Tjuṯa in lingua Pitjantjatjara significa "molte teste". Il sito è ritenuto sacro dalle popolazioni aborigene, esattamente come lo è Uluru. I Pitjantjatjara e gli Yankunytjatjara chiamano i turisti che vanno a visitare Uluru e i Kata Tjuṯa minga tjuṯa, che significa "formiche", così da descrivere l'immagine che danno dalla cima di queste rocce
Il nome alternativo, The Olgas, deriva dal monte più alto. Per ordine del barone Ferdinand von Mueller, Ernest Giles nel 1872 battezzò così il Mount Olga, in onore della regina Olga di Württemberg, che insieme al marito (il re Carlo I del Württemberg), avevano festeggiato il venticinquesimo anniversario di matrimonio l'anno precedente nominando, fra le altre cose, Mueller un Freiherr (cioè un barone), cambiandogli così il nome in Ferdinand von Mueller. Quest'ultimo scelse questo modo per sdebitarsi dell'onore ricevuto.
Nel 1993 venne adottato un nome duale per riferirsi alla formazione rocciosa, unendo il tradizionale nome aborigeno col nome inglese. Come risultato si ottenne l'attuale denominazione ufficiale di "Kata Tjuṯa/Mount Olga".

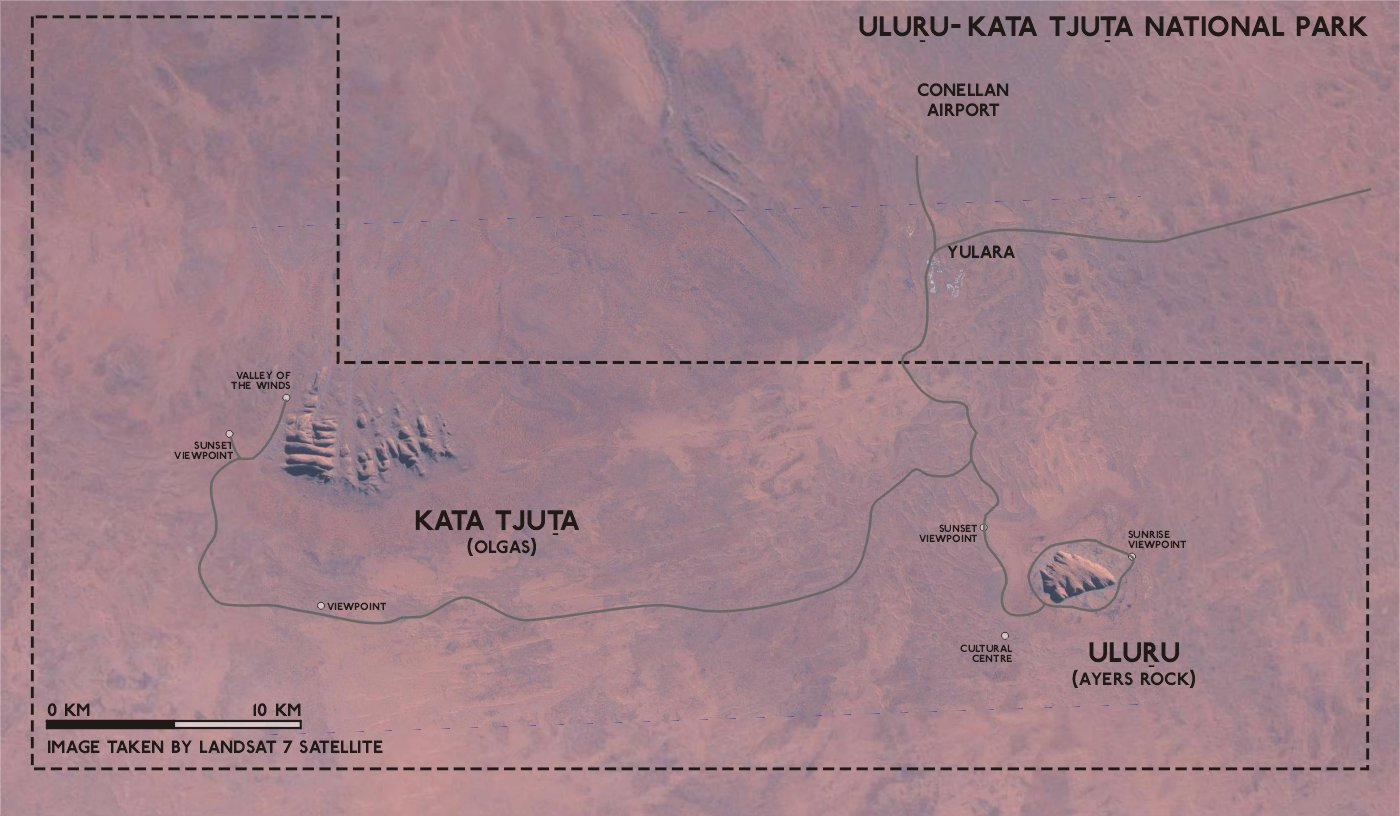
Mappa fotografica ricavata da dati del Landsat7 che mostra Kata Tjuṯa e Uluru

## Leggende
La cultura dei Pitjantjatjara è ricca di leggende del Tempo del Sogno associate con questi luoghi, che comprendono anche il monolito di Uluru. Molte di queste parlano del serpente Wanambi, che si dice viva sulla cima del Kata Tjuta e scenda solo durante la stagione secca.

## Importanza spirituale
In questo luogo si sono sempre svolte, e si svolgono tuttora, parecchie cerimonie, soprattutto durante la notte. In una di queste cerimonie era compresa una forma di punizione eseguita in pubblico, che in casi estremi portava alla morte del condannato.